# Sportivo Bella Italia
El Sportivo Bella Italia es un club fundado en 2023, para representar al Club Deportivo Bella Italia de Mercedes (surgido el 20 de setiembre de 1948) en el fútbol profesional de la Asociación Uruguaya de Fútbol.
El equipo surge a partir del proyecto de un grupo gerenciador, quienes abonaron la afiliación que tenía con la AUF el extinto Coraceros Polo Club en la Primera División Amateur y utilizaron su lugar.
Sportivo Bella Italia mantiene una clara semejanza a su club "hermano" preexistente, el Deportivo Bella Italia, el cual también forma parte del mismo proyecto y regresó a la competencia a partir del año 2023 en la Liga Departamental de Soriano, afiliada a OFI (retornando de la inactividad desde 1988).
El club, que compite en la tercera categoría del fútbol uruguayo, se instaló en Soriano y comenzó la construcción de su commplejo deportivo en dicho departamento.

## Historia

### Antecedentes
El Club Deportivo Bella Italia de Mercedes fue fundado un 20 de setiembre de 1948. La camiseta original de la institución era roja, blanca y verde. Desde el año 1948 a 1954 jugó en la Liga Oratoria y en el año 1954 se afilió a la Liga de Fútbol de Soriano, donde salió campeón varias veces en Intermedia y en el año 1970 subió a la “A”, logrando un vicecampeonato en esa categoría. En 1988 compitió por última vez, situación que se revirtió para 2023 cuando se anunció su regreso a la competencia.
Por su parte, el Coraceros Polo Club fue fundado el 20 de junio de 1984 en Montevideo como club hípico para actividad deportiva y recreativa de los oficiales de la Guardia de Coraceros. Posteriormente en 2008 el equipo de fútbol de Coraceros se unió a la Asociación Uruguaya de Fútbol compitiendo hasta el año 2010 en la tercera categoría, plaza que mantuvo como propia dentro de la Asociación a pesar de que hubiese dejado su actividad deportiva hacía años.
El 10 de marzo de 2023, la Asociación Uruguaya de Fútbol confirmó que se abonaron los pagos, deudas y otros importes pendientes para habilitar el regreso del club para participar de la temporada 2023 de la Primera División Amateur, manteniendo su plaza en la tercera categoría. Los medios de prensa locales comenzaron a especular con el retorno del desaparecido club Coraceros, institución que no competía tras 12 años de ausencia, e incluso en distintos medios se especuló con que Mathías Corujo iba a ser el entrenador de Coraceros y el "Japo" Rodríguez como una de sus incorporaciones; pero posteriormente se conoció que los planes del grupo gerenciador eran en realidad utilizar esa plaza en la Asociación para la naciente sociedad anónima deportiva Sportivo Bella Italia de Mercedes.

### Sus inicios
Luego de que una nueva SAD adquiriera a Coraceros Polo Club para utilizar su plaza dentro de la AUF, se comunicó la aparición del Sportivo Bella Italia de Mercedes y todo el plan deportivo que se desarrollaría en el departamento de Soriano y que involucraba al Deportivo Bella Italia local.
Se anunció la participación del club en el campeonato de Primera División Amateur 2023. Entre los propietarios de la SAD se encuentra el futbolista internacional Fernando Muslera, y el gerente deportivo del equipo es Gianni Guigou.
El Sportivo Bella Italia fue presentado en sociedad el viernes 2 de junio de 2023 en la Sociedad Italiana de Mercedes. Esa noche en el Estadio Luis Köster de esa ciudad, se disputó la "Copa Litoral", un encuentro amistoso ante el Deportivo Colonia con victoria para los locales por 2 a 0. Debutó oficialmente el lunes 11 de junio de 2023, empatando 1-1 de visitante ante Basáñez en La Bombonera.
En su primer año en la AUF, el Sportivo Bella Italia mostró un nivel commpetitivo que le permitió mantener aspiraciones de conseguir el ascenso hacia la Segunda División Profesional hasta la definición del torneo.

## Símbolos del Club

### Escudo y bandera
El escudo del equipo es una modernización del emblema del Club Deportivo Bella Italia de Mercedes, mientras que la bandera que utiliza la institución es el pabellón italiano. Los uniformes del club tienen una fuerte presencia del color azul, blanco, rojo y verde, según el caso.

## Datos del club
Datos exclusivos de la era Sportivo Bella Italia en adelante:
- Temporadas en Primera División Amateur: 1 (2023)
- Primer gol de la historia Alex Santeyano frente a Basáñez (1-1)
- Primer partido: Basáñez 1 - Bella Italia 1 (11 de junio de 2023)